# جوليان بوير
جوليان بوير (بالفرنسية: Julien Boyer)‏ هو لاعب كرة قدم فرنسي في مركزي الدفاع، ولد في 10 أبريل 1998 في فرنسا. لعب مع بورغ أون بريس بيروناس.

## وصلات خارجية
- جوليان بوير على موقع قاعدة بيانات كرة القدم.إي يو (الإنجليزية)
- جوليان بوير على موقع ليكيب (الفرنسية)
- جوليان بوير على موقع Soccerway.com (الإنجليزية)